# Annen-Polka
Annen-Polka o Annen Polka (Polka Ana), op. 117, es una polca compuesta por Johann Strauss (hijo) en el año 1852.
Recibe el nombre de Ana en honor a la celebración del día de Santa Ana, el 26 de julio, una de las más importantes festividades del calendario vienés. Johann Strauss compuso esta polka el 24 de julio de 1852, tan solo dos días antes de la celebración de dicha fecha.
- Datos: Q3617967